# Tugay Kerimoğlu
Tugay Kerimoğlu (* 24. srpna 1970, Trabzon) je bývalý turecký fotbalový záložník a reprezentant a později fotbalový trenér. Mimo Turecka hrál na klubové úrovni ve Skotsku a Anglii.

## Klubová kariéra
Na klubové úrovni hrál v Turecku za Galatasaray SK, s týmem nasbíral řadu domácích trofejí. V letech 1999–2001 působil ve skotském klubu Rangers FC, s nímž vyhrál v roce 2000 double, tedy Scottish Premier League i Scottish Cup. V letech 2001–2009 hrál za anglický Blackburn Rovers, i s tímto mužstvem se těšil z vyhrané trofeje, konkrétně v roce 2002 z anglického ligového poháru.

## Reprezentační kariéra
Kerimoğlu nastupoval za turecké mládežnické reprezentace U16, U18 a U21.
V A-týmu Turecka debutoval 27. 5. 1990 v kvalifikačním utkání v Izmiru proti týmu Irska (remíza 0:0).
Zúčastnil se EURA 1996 v Anglii, EURA 2000 v Nizozemsku a Belgii a MS 2002 v Japonsku a Jižní Koreji (zisk bronzové medaile).
Celkem odehrál v letech 1990–2007 v tureckém národním týmu 94 zápasů a vstřelil 2 branky.
Zápasy Tugaye Kerimoğlu v A-týmu Turecka
| Turecko | Turecko | Turecko |
| Rok     | Zápasy  | Góly    |
| ------- | ------- | ------- |
| 1990    | 3       | 0       |
| 1991    | 6       | 0       |
| 1992    | 6       | 0       |
| 1993    | 5       | 0       |
| 1994    | 3       | 0       |
| 1995    | 11      | 0       |
| 1996    | 10      | 2       |
| 1997    | 3       | 0       |
| 1998    | 3       | 0       |
| 1999    | 5       | 0       |
| 2000    | 4       | 0       |
| 2001    | 6       | 0       |
| 2002    | 16      | 0       |
| 2003    | 11      | 0       |
| 2004    | 0       | 0       |
| 2005    | 0       | 0       |
| 2006    | 0       | 0       |
| 2007    | 2       | 0       |
| Celkem  | 94      | 2       |

## Trenérská kariéra
Po skončení hráčské kariéry se dal na trenérskou dráhu, působil jako asistent trenéra (platné k dubnu 2015).